# Perissogorgia petasus
Perissogorgia petasus is een zachte koraalsoort uit de familie Primnoidae. De koraalsoort komt uit het geslacht Perissogorgia. Perissogorgia petasus werd in 1989 voor het eerst wetenschappelijk beschreven door Bayer & Stefani. 